# Rajaram I
Rajaram I hay Rajaram (k. 24 tháng 2 năm 1670 - 2 tháng 3 năm 1700) là vị vua Chhatrapati thứ ba của vương triều Đế quốc Maratha tại xứ Ấn Độ, ông là bào đệ của người tiền nhiệm Sambhaji, ông kế vị hoàng huynh của mình vào năm 1689 sau khi ông ta tử trận. Triều đại của ông kéo dài trong 11 năm từ năm 1689 đến năm 1700 đánh dấu một thời kỳ giao tranh ác liệt với Nhà Mughal.